# Ванзович, Имант
И́мант Ванзо́вич (латыш. Imants Vanzovičs; род. 19 апреля 1958, Лимбажи) — советский и латышский певец, ныне организатор водно-музыкальных шоу. По национальности — латыш.

## Биография
Имантс Ванзович родился в Лимбажи в музыкальной семье: его отец играл на скрипке, а старший брат Эрик — на гитаре. Свои первые шаги в музыке он сделал в классе кларнета Лимбажской детской музыкальной школы. Позже он играл на барабанах в эстрадном оркестре Лимбажской средней школы, затем начал петь в ансамбле местного дома культуры. В 1976 году он стал барабанщиком ансамбля «Голоса Юрмалы» по приглашению руководителя ансамбля, композитора Александра Кублинского.
Музыкальную карьеру продолжил в рижском стройбате Советской армии, где по инициативе командира, полковника Ильи Петровича Петрова, талантливый организатор самодеятельности Владилен Маркович Ландо собрал талантливых призывников-музыкантов, создав ещё в 1963 году легендарный ансамбль «Звёздочка (Zvaigznīte)». Там Ванзович познакомился с Зигмаром Лиепиньшем. Как для многих латышских музыкантов, участие в популярном армейском ансамбле дало Ванзовичу не только хороший заработок ещё на службе (при демобилизации он получил 300 рублей), но и путёвку на большую сцену: после окончания службы год его зачислили в штат филармонии.
Всесоюзную популярность Иманту принесли выступления в составе ВИА «Опус», где он солировал с Мирдзой Зивере. Название «Опус» было придумано самим Ванзовичем. С песней «Надо подумать» дуэт удостоился премии на фестивале «Песня-84». Руководителем ансамбля был Зигмар Лиепиньш, Имант принимал участие и в других его проектах. В 1988 году в последний раз сотрудничал с ним, когда пел партию бяки Кангарса в рок-опере «Лачплесис». Вместе с Зивере они стали первыми латышами в ГИТИСе, где прошли обучение на режиссёров эстрады и массовых представлений.
В 1990-е годы Имант попытался вернуться на сцену, для чего вместе с Угисом Праулиньшем положил на музыку поэзию Ояра Вациетиса, однако у публики эти глубокие, философские вещи не пользовались популярностью, что сподвигло его окончательно завершить карьеру певца.
В 2000-е годы Имант занимается постановкой водно-музыкальных шоу и является официальным представителем французской фирмы Aquatique show international, также возглавляет сотрудничающую с ними компанию Imishow International Ltd. В 2009 году участвовал в выборах в Совет Гаркалнского края.

## Личная жизнь
Был женат 3 раза. Первая его жена была музыковедом, ныне работает директором государственного радио. Вторая жена, Ингуна Ванзович, занималась с Имантом водно-музыкальными шоу по всему миру. С Ингуной Имант имеет общего сына. Также имеет сына от третьего брака. В 2009 году бывшая коллега Ванзовича по сцене, Мирдза Зивере, сообщила в интервью, что он испытывает серьёзные проблемы с употреблением алкоголя.